# Phó vương Ai Cập
Phó vương Ai Cập hay Ai Cập Khedive (tiếng Ả Rập: الخديوية المصرية, phát âm tiếng Ả Rập Ai Cập: [xedeˈwejjet ˈmɑsˤɾ]; tiếng Ottoman Turkish: خدیویت مصر Hıdiviyet-i Mısır) là giai đoạn Ai Cập giữ vai trò là một quốc gia chư hầu tự trị của Đế chế Ottoman, chế độ Khedive được thành lập và cai trị bởi triều đại Muhammad Ali sau khi Muhammad Ali đánh bại và trục xuất các lực lượng của Napoleon Bonaparte, chấm dứt sự chiếm đóng của Pháp ở Hạ Ai Cập. Vương quốc Anh xâm chiếm và nắm quyền kiểm soát vào năm 1882. Năm 1914, sự kết nối của Đế chế Ottoman đã chấm dứt và Anh đã thành lập một chế độ bảo hộ gọi là Vương quốc Ai Cập.

## Lịch sử

### Sự trỗi dậy của Muhammad Ali
Khi cuộc chinh phục Vương quốc Hồi giáo Ai Cập của Đế chế Ottoman vào năm 1517, đất nước được cai trị như một eyalet (tỉnh) của Ottoman. Chính phủ Ottoman có ý định giao quyền cai trị địa phương cho Mamluks, quân đội Ai Cập của người Circassian và người Thổ Nhĩ Kỳ nắm quyền lực ở Ai Cập từ thế kỷ 13.
Giai đoạn giữa năm 1801 và 1805, xảy ra một cuộc nội chiến giữa ba thế lực ở Ai Cập, giữa Mamluks Ai Cập, Thổ Nhĩ Kỳ Ottoman và quân đội Ottoman Porte phái từ Rumelia dưới sự chỉ huy của Muhammad Ali Pasha, để khôi phục quyền lực của Đế quốc.

### Cuộc xâm lược của Libya và Sudan
Năm 1820 Muhammad Ali đã ra lệnh bắt đầu cuộc chinh phạt miền đông Libya. Đầu tiên, ông đã cho tiến hành một cuộc thám hiểm về phía tây (tháng 2 năm 1820) đã chinh phục và thôn tính ốc đảo Siwa. Ý định của Ali đối với Sudan là mở rộng sự cai trị của mình về phía nam, để chiếm được quyền thương mại caravan có giá trị ở Biển Đỏ và các mỏ vàng giàu có mà ông tin là tồn tại ở Sennar.

### Chiến dịch Hy Lạp
Muhammad Ali hoàn toàn ý thức được rằng đế chế mà ông đã nỗ lực xây dựng bất cứ lúc nào cũng phải được bảo vệ bằng vũ lực để chống lại chủ nhân của mình là Sultan Mahmud II, người mà toàn bộ chính sách đã được chỉ đạo nhằm kiềm chế sức mạnh của các chư hầu quá tham vọng của ông, và người chịu ảnh hưởng của kẻ thù cá nhân của pasha Ai Cập, đáng chú ý là Husrev Pasha, đại tể tướng, người chưa bao giờ tha thứ cho sự sỉ nhục của mình ở Ai Cập vào năm 1803.

### Người kế vị của Muhammad Ali
Đến năm 1848, Muhammad Ali đã già và đủ tuổi để con trai bị bệnh lao của mình, Ibrahim, yêu cầu vào chức thống đốc, ông này đã nhậm chức các yêu cầu, và Muhammad Ali đã bị giáng quyền lực. Tuy nhiên, Ibrahim qua đời vì căn bệnh của mình nhiều tháng sau đó.
Ibrahim được kế vị bởi cháu trai ông Abbas I, người đã tháo gỡ nhiều thành tựu của Muhammad Ali. Abbas bị hai nô lệ của mình ám sát vào năm 1854 và con trai thứ tư của Muhammad Ali, Sa'id, đã kế vị ông. Sa'id đã mang trở lại nhiều chính sách cũ của cha mình .
Sa'id trị vì chỉ chín năm, và cháu trai của ông là Isma'il, một cháu trai khác của Muhammad Ali, trở thành wali. Năm 1866, chính quyền chiếm đóng Tiểu vương quốc Harar.

### Sự kết thúc của Khedivate
Abbas II rất thù địch với người Anh khi trong triều đại của ông.
Năm 1914, khi Chiến tranh thế giới thứ nhất nổ ra, Đế quốc Ottoman đã gia nhập các cường quốc thuộc Liên minh Trung tâm chống lại Anh và Pháp. Anh hiện đã loại bỏ vai trò danh nghĩa của Constantinople, tuyên bố thành lập Vương quốc Ai Cập và bãi bỏ Khedivate vào ngày 5 tháng 11 năm 1914. Abbas II đang ở Vienna trong một chuyến thăm cấp nhà nước, đã bị phế truất vắng mặt khỏi ngai vàng Khedivate bởi chính quyền quân sự Anh ở Cairo và bị cấm trở về Ai Cập. Ông được người chú, Hussein Kamel kế vị, người đã mang tước hiệu Quốc vương vào ngày 19 tháng 12 năm 1914.

## Kinh tế

### Tiền tệ
Trong thời kỳ Khedivate, tiền tệ tiêu chuẩn của Ai Cập là bảng Ai Cập.

### Công nghiệp theo phong cách châu Âu
Mặc dù việc áp dụng các kỹ thuật công nghiệp hiện đại đã được bắt đầu dưới thời Muhammad Ali vào đầu thế kỷ 19, chính sách này vẫn được tiếp tục dưới những nhà lãnh đạo sau này.
Máy móc bắt đầu được nhập khẩu vào Ai Cập và với việc giải thể Khedivate vào năm 1914, ngành dệt may đã trở thành ngành sản xuất chính trên toàn quốc.

## Sự kiện và nhân vật đáng chú ý trong thời kỳ Khedival

### Sự kiện
- Chiến tranh giành độc lập của Hy Lạp (1821 Từ1830)
- Ai Cập xâm lược Syria (1830)
- Khủng hoảng phương Đông năm 1840 (1840)
- Hoàn thành kênh đào Suez (1869)
- Cuộc nổi dậy của người Ả Rập (1881)
- Chiến tranh Mahdist đầu tiên (1881 Từ1885)
- Chiến tranh Mahdist lần thứ hai (1896 Từ1899)
- Bãi bỏ khedivate; thành lập Vương quốc Ai Cập (1914)

### Nhân vật
- Muhammad Ali: Thống đốc Ottoman đầu tiên của Ai Cập
- Ibrahim: Con trai và là người kế vị của Muhammad Ali (năm 1848)
- Abbas I: Người kế vị của Ibrahim
- Sa'id: Người kế vị của Abbas
- Isma'il: Khedive đầu tiên của Ai Cập; Người kế vị của Sa'id
- Tewfik: Khedive thứ hai; Người kế vị của Isma'il
- Abbas II của Ai Cập: Khedive thứ ba và cuối cùng; Người kế vị của Tewfik
- Hussein Kamel: Con trai của Isma'il; Quốc vương đầu tiên của Ai Cập
- Nubar Pasha: chính trị gia Ai Cập; thường là thủ tướng của Ai Cập
- Ahmed Arabi: người lính Ai Cập, bộ trưởng quốc phòng; lãnh đạo cuộc nổi dậy của người Ả Rập
- Muhammad Ahmed: Mahdi tự xưng; lãnh đạo cuộc nổi dậy Mahdist Sudan